# Macrogryphosaurus gondwanicus
Il macrogrifosauro (Macrogryphosaurus gondwanicus) è un dinosauro erbivoro appartenente agli ornitopodi. Visse nel Cretaceo superiore (Turoniano/Coniaciano, circa 95 milioni di anni fa) e i suoi resti sono stati ritrovati in Patagonia (Argentina).

## Descrizione
Questo dinosauro possedeva una corporatura relativamente snella per un animale delle sue dimensioni: lo scheletro incompleto su cui si basa la specie appartiene a un esemplare lungo circa 6 metri e, a causa della mancanza di fusione di alcune vertebre, è probabile che non fosse un adulto completamente sviluppato. Lo scheletro comprende gran parte della colonna vertebrale, costole, pelvi completa, sterno e quattro placche toraciche. Queste piastre sono molto simili a quelle rinvenute in un animale simile, Talenkauen, anch'esso vissuto nel Cretaceo superiore in Argentina. Macrogryphosaurus, in ogni caso, rappresenta uno dei più grandi ornitopodi sudamericani, all'infuori degli adrosauri.

## Classificazione
Analisi filogenetiche indicano che Macrogryphosaurus (il cui nome deriva dal greco e significa “grande lucertola enigmatica”) era strettamente imparentato con Talenkauen, un rappresentante primitivo del gruppo degli iguanodonti. I paleontologi che descrissero per la prima volta Macrogryphosaurus nel 2007 indicarono un nuovo clade (Elasmaria) per raggruppare questi due ornitopodi, sulla base di alcune particolarità scheletriche come le caratteristiche placche toraciche dalla funzione non chiara.